# Aleksandr Riabow
Aleksandr Nikołajewicz Riabow (ros. Александр Николаевич Рябов, ur. 1888 we wsi Boborowo w guberni moskiewskiej, zm. 10 lutego 1938) – radziecki działacz partyjny, państwowy i związkowy.

## Życiorys
Miał wykształcenie średnie, 1906 wstąpił do SDPRR, od 1925 do października 1928 był sekretarzem odpowiedzialnym briańskiego gubernialnego komitetu WKP(b). Od 19 grudnia 1927 do 26 stycznia 1934 był członkiem Centralnej Komisji Rewizyjnej WKP(b), od grudnia 1928 do 1930 sekretarzem odpowiedzialnym Zamoskworeckiego Komitetu Rejonowego WKP(b) w Moskwie, od 1934 do sierpnia 1937 przewodniczącym KC Związku Budowniczych Przemysłu Ciężkiego Centrum i Południa. 18 sierpnia 1937 został aresztowany przez NKWD, 8 lutego 1938 skazany na śmierć przez Wojskowe Kolegium Sądu Najwyższego ZSRR pod zarzutem udziału w kontrrewolucyjnej organizacji terrorystycznej i dwa dni potem rozstrzelany. 4 lipca 1956 pośmiertnie zrehabilitowany.